# Ibon Aranberri
Ibon Aranberri Landa (Deba, 16 de maig de 1969) és un artista basc que es mou en el camp de l'art conceptual, tot analitzant les relacions existents entre el món de la natura i el món de la cultura. Els seus treballs sovint tracten de reflectir com els diferents elements de poder de la societat contemporània afecten al territori. Els seus treballs són una barreja entre arxiu, registre documental i les intervencions d'art natura.

## Biografia
Ibon Aranberri va iniciar els seus estudis el 1989 a la Universitat del País Basc a Bilbao, interromputs per una estada Erasmus el 1993, a la Nuova Accademia di Belle Arti de Milà. El 1994 es va graduar en Belles Arts. Un any després va fer un curs al País Basc amb els artistes Àngel Bados (1945) i Txomin Badiola (1957), que es va celebrar en part al Centre d'Art Arteleku a Sant Sebastià. Entre 1998 i 1999 va ser artista en Residència al Centre d'Art Contemporani de Kitakyushu, al Japó. Més endavant, entre 2003 i 2004 va assistir al Centre d'Art Programa d'Estudi al conegut PS1 de Nova York.
Arran de la seva participació en la Documenta de Kassel del 2007, va saltar a l'escena internacional i avui és un dels artistes bascos amb més projecció mundial. Les seves obres, de formats diversos i molt crítiques respecte a les intervencions col·lectives en el territori i el paisatge, es troben en les col·leccions públiques del Museo Reina Sofía de Madrid, l'ARTIUM de Vitòria i el MACBA. El 2011, la Fundació Antoni Tàpies de Barcelona li va dedicar una retrospectiva.

## Obra
Els temes dels treballs d'Aranberri són sovint de naturalesa política, i consisteixen en la investigació, les intervencions subtils en el lloc i la documentació de les intervencions en forma de fotografies i instal·lacions. Li dona molta importància al concepte del procés, i sovint treballa amb objectes trobats.
Pertany a una generació d'artistes bascos relacionats amb el món de l'art conceptual, com Jon Mikel Euba, Iñaki Garmendia, Asier Mendizabal i Itziar Okariz, entre d'altres, generació posterior a altres artistes bascos com Jorge Oteiza.
Per dur a terme els seus treballs, fa servir diversos formats, com el vídeo, la fotografia, el mobiliari...o fins i tot mapes o dibuixos, aconseguint quedar-se a mig camí entre l'art conceptual, la documentació i la instal·lació.

### Obres destacades
- It.T.N º 513 zuloa. Extended Repertory. (Vídeo monocanal, DVD, color, 8' i documentació) Es tracta d'una obra duta a terme en una cova a Oñati (Guipúscoa). L'artista va fer servir una xarxa metàl·lica per tapiar l'entrada de la cova, de manera que només hi tenien accés els ratpenats però no les persones. Llavors va organitzar una visita guiada amb persones i ho va enregistrar en vídeo. Amb aquesta obra intentava analitzar la imatge que té "el sagrat" a l'imaginari humà.[1] Actualment l'obra forma part de la col·lecció permanent del MACBA de Barcelona.[5] També ha sigut exposada a l'Art Forum Berlin, al Frankfurter Kunstverein i a la Fundació Tàpies.[6]
- Horizontes, Instal·lació de 500 banderoles de 70 x 50 cm al Guggenheim de Bilbao.[7]

## Exposicions individuals rellevants
- 2006: Ibon Aranberri – Production in Residence, Baltic Art Center, Visby.[8]
- 2007: Ibon Aranberri – Integration, Kunsthalle Basel.[9]
- 2008: Ibon Aranberri – Disorder, Frankfurter Kunstverein, Frankfurt del Main.[10]
- 2010: Gramática de meseta (Santo Domingo de Silos, Burgos), organitzada pel MNCARS.[3]
- 2011- Ibon Aranberri. Organigrama. Fundació Antoni Tàpies, Barcelona. 28 de gener - 15 de maig de 2011.[11][12]

## Exposicions col·lectives
- 2001: Ironia, Fundació Joan Miró, Barcelona.[13]
- 2002: Manifesta 4, Manifesta a Frankfurt del Main.[14]
- 2002-2003: Formen der Organisation, HGB Leipzig,[15] im Kunstraum der Universität Lüneburg.,[16] també a la Galerija Skuc, Ljubljana.
- 2004-2005: ¿Com volem ser governats?, al MACBA, Barcelona.,[17] després al Miami Art Central, de Miami,[18] in der Wiener Secession, Wien,[19] i al Witte de With, Rotterdam.[20]
- 2006: Phantom, Kunsthal Charlottenborg, Copenhague.
- 2007: documenta 12, Kassel. Gezeigt wurde die Foto-Installation Política hidráulica (2003) und der 16-mm Film Exercises on the north side (2007).[21]
- 2007: Whenever It Starts It Is The Right Time, Strategien für eine unstetige Zukunft, Frankfurter Kunstverein, Frankfurt del Main.[22]
- 2007-2008: Incognitas - Unknowns: Mapping Contemporary Basque Art[23] und Chacun à son goût,[24] al Museu Guggenheim (Bilbao)
- 2008: 16th Biennale of Sydney: Revolutions - Forms That Turn, Sydney. Es va mostrar la instal·lació Ethnics (1998).[25]